# Mercedes Jadea Diaz

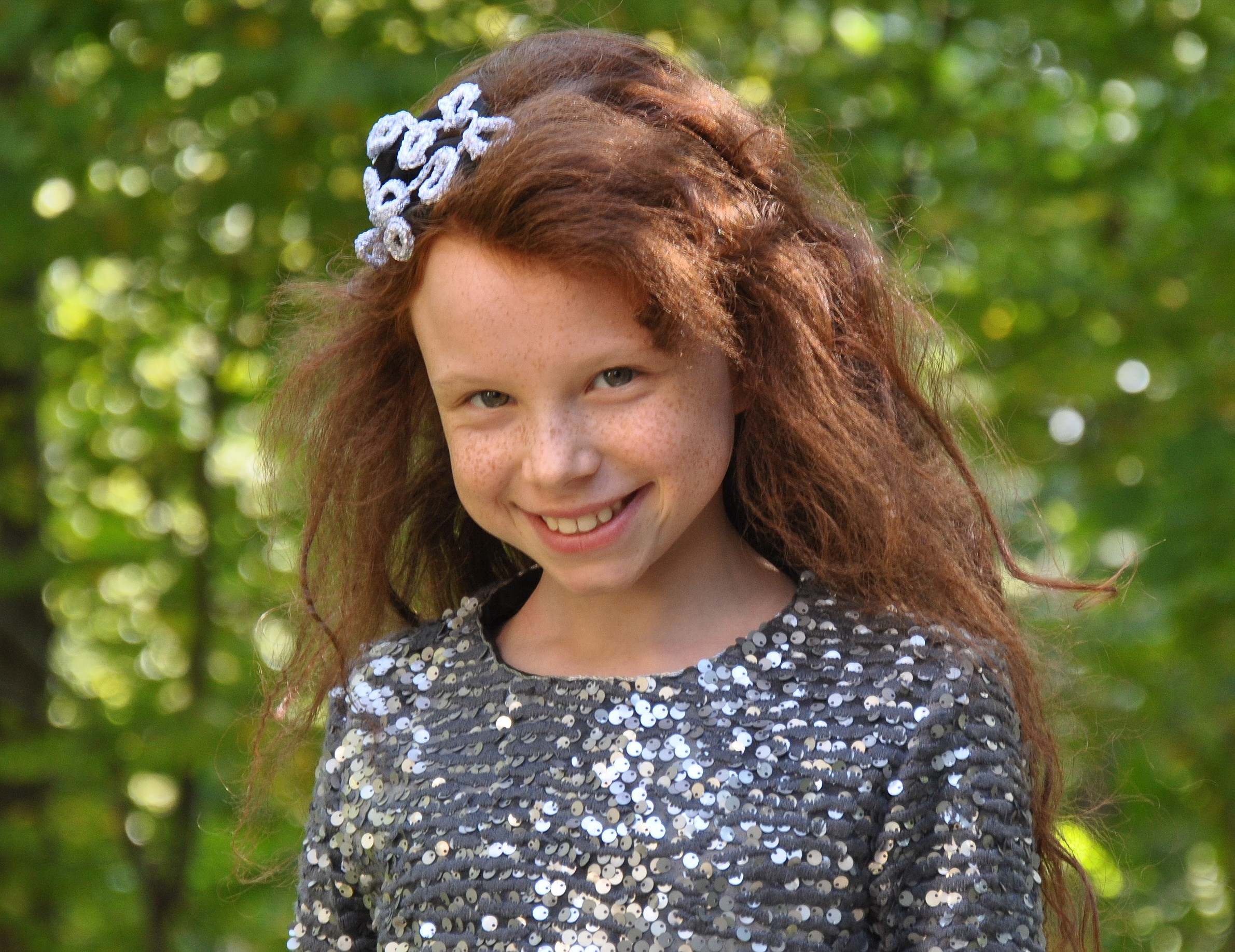
Diaz im Jahr 2011

Mercedes Jadea Diaz (* 7. Juli 2000 in Deutschland) ist eine deutsche   Kinderdarstellerin.

## Leben
Mercedes Jadea Diaz stand erstmals im Alter von fünf Jahren für den Werbespot „Paulas Pudding“ von Dr. Oetker vor der Kamera, es folgten kleinere Rollen in Film-, Fernseh- und Werbeproduktionen. So war sie unter anderem in den Kriminalserien SOKO 5113 und Der Alte sowie in dem Filmdrama Das weiße Band – Eine deutsche Kindergeschichte zu sehen.
2009 erlangte sie im Alter von neun Jahren durch ihre Rolle der „Ylvi“ in Wickie und die starken Männer Bekanntheit. Hierfür wurde Diaz zusammen mit Michael Bully Herbig und Jonas Hämmerle mit dem Bambi in der Kategorie Bester Film national ausgezeichnet und ist seither die jüngste Preisträgerin des Goldenen Rehs. 2010 spielte sie eine der Kinderhauptrollen in der TV-Liebeskomödie Liebe vergisst man nicht. In Wickie auf großer Fahrt war sie erneut in der Rolle von Wickies Freundin „Ylvi“ zu sehen.
Jadea Diaz besuchte ein sprachliches Gymnasium im Landkreis München.

## Filmografie
- 2008: Der Alte – Wiedersehen mit einer Toten
- 2008: SOKO 5113 – Teufelskirschen
- 2009: Das weiße Band – Eine deutsche Kindergeschichte
- 2009: Wickie und die starken Männer
- 2010: Liebe vergisst man nicht
- 2011: Wickie auf großer Fahrt
- 2011: Als der Weihnachtsmann vom Himmel fiel
- 2011: Hubert und Staller als Frieda
- 2012: Die Vermessung der Welt
- 2013: Add a Friend als Lilli
- 2014: SOKO 5113 – Abbitte als Lavinia Beetz
- 2015: Hubert und Staller (Folge 64: Das Haus am Moor)